# La scuola cattolica (romanzo)
La scuola cattolica è un romanzo di Edoardo Albinati, pubblicato da Rizzoli il 17 marzo 2016. L'8 luglio dello stesso anno il libro ha vinto il Premio Strega.
Nel 2021 ne è stato tratto il film omonimo per la regia di Stefano Mordini.

## Trama
II romanzo, di quasi 1300 pagine, e che conta una cinquantina di personaggi, è un singolare intreccio tra narrazione romanzesca, riflessione saggistica e memoir.
Il narratore tenta di ricostruire la sua adolescenza negli anni '70 e la vita del suo quartiere, un quartiere bene di Roma. La storia, come si evince dal nome, ruota attorno all'Istituto San Leone Magno, scuola cattolica nel quartiere Trieste (Roma). Il romanzo, pur trattando del Massacro del Circeo, compiuto nel 1975 da ex-alunni della scuola, non si focalizza su esso, anzi ne discute le cause. Infatti la storia vuole raccontare gli ambienti in cui sono cresciuti i suoi responsabili: le famiglie benestanti, l’ambiente esclusivamente maschile della scuola, l’ideologia neofascista, il culto della violenza molto diffuso in quegli anni.
L’occasione per tornare a riflettere su quella storia e per raccontarne le premesse e gli sviluppi gli viene fornita quando uno degli assassini del Circeo, Angelo Izzo, in regime di semi-libertà, nel 2005 torna a uccidere nuovamente, stavolta due donne, madre e figlia adolescente.
Secondo alcuni critici, La scuola cattolica sarebbe un possibile esempio di "Grande Romanzo Italiano".

## Personaggi
Tra i personaggi principali del romanzo vi sono Arbus, il geniale compagno di classe del narratore, e sua sorella Leda, gli studenti della scuola cattolica, gli insegnanti laici e quelli religiosi, la numerosa famiglia Rummo, le ragazze di cui il narratore si invaghisce durante la sua educazione sentimentale. E poi artisti, terroristi, criminali comuni. In particolare vi è la descrizione di Angelo Izzo, Andrea Ghira e Gianni Guido, i criminali condannati per il Massacro del Circeo. 

## Temi
Tra i principali temi del romanzo vi sono dunque l’età dell’adolescenza, le dinamiche all’interno di un universo esclusivamente maschile, il rapporto tra i sessi, la figura esemplare di Gesù, la famiglia borghese, i movimenti giovanili, gli anni ’70 come epoca di grande creatività e al tempo stesso di energia distruttiva.

### L'educazione cattolica
Albinati nelle numerosissime digressioni si interroga sul senso della religione e sulla figura di Gesù, di Satana e dei Santi. Riflette anche sull'educazione che gli è stata impartita, di cui ricorda la repressione sessuale subita (accentuata dall'assenza di femmine - eccetto, come sottolinea, la Vergine Maria a cui l'Istituto San Leone Magno era devoto), la discriminazione che percepì più avanti provenendo da una scuola d'élite in cui si pagava una retta, e soprattutto l'educazione antiquata ricevuta, in cui ogni materia era subordinata all'insegnamento religioso.

### La critica al cattolicesimo italiano
L'idea che Albinati esprime in prima persona (essendo il romanzo autobiografico e denso di interventi dell'autore) è che il cattolicesimo italiano sia stato un cattolicesimo particolare che ognuno ha interpretato a suo modo per piegarlo ai propri più diversi scopi. Questo sottintende l'ipocrisia di quei preti che con regole ferree dominavano il comportamento dei ragazzi pur pronunciando a parole sentenze di carità in difesa degli ultimi e dei più sofferenti. Questa pedagogia, sostiene l'autore, non gli ha dato gli strumenti per capire la radicale trasformazione sociale che si stava verificando negli anni '60 e '70-'80, e non giovò neanche a quel compagno che da più grande fu uno dei protagonisti del massacro del Circeo.